# Ptahshepses (chaty de Nyuserra)
| p · t | H | A51 | s | s | A52 |

| p · t | H | A51 | s | s | A52 |

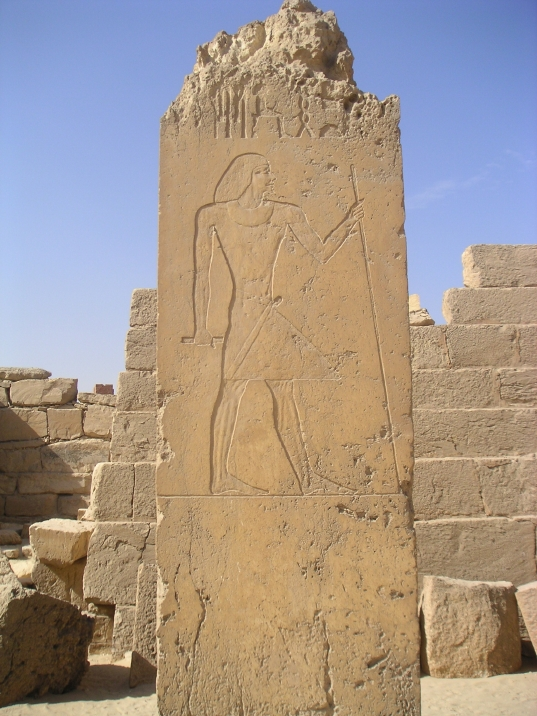
Ptahshepses.

Ptahshepses fue un chaty del faraón Nyuserra, de la quinta dinastía egipcia. 
Este personaje simboliza bastante bien la capacidad de progreso y promoción social que el Antiguo Egipto antiguo podía ofrecer a sus habitantes. Según las inscripciones de su tumba, era el peluquero y manicura del faraón, posición ya privilegiada por permitir el contacto con la familia real, y debía proceder de una familia de clase social baja, ya que en su tumba no menciona a ninguno de sus antepasados. Ptahshepses sedujo a una de las princesas, Jamerernebti, y ya como yerno de Nyuserra terminó siendo el personaje de más rango en la corte, al asignarle el rey el puesto de chaty. Dirigió una administración de funcionarios que controlaba el país, incluida la justicia ya que era el magistrado supremo. 
Con Jamerernebti, hija del rey y de la reina Reputnub, tuvo al menos dos hijos: Jafini y Ptahshepses II o "el joven".

## Sepultura

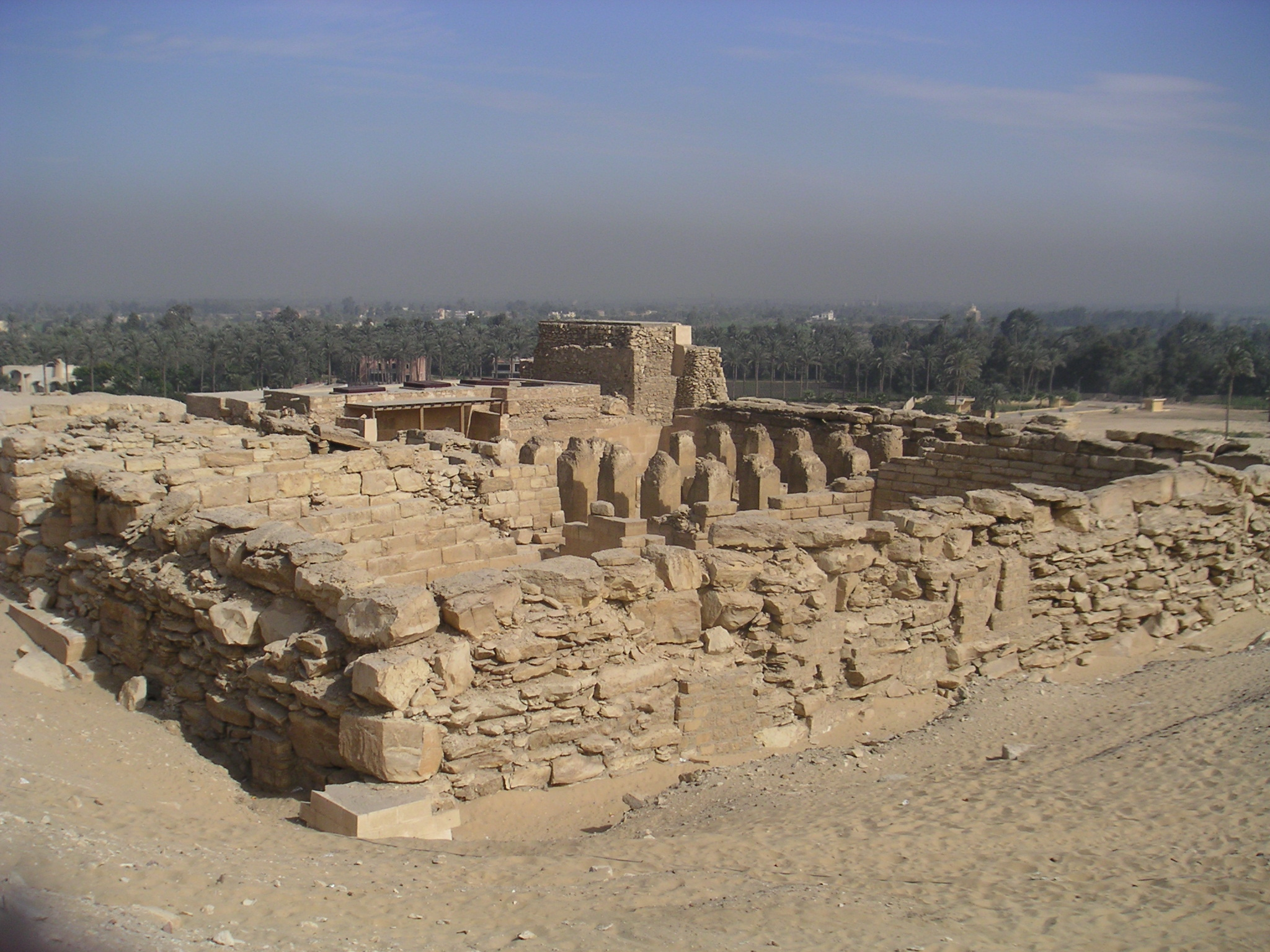
Restos de la mastaba de Ptahshepses, Abusir.

Su mastaba está situada en la necrópolis de Abusir entre las pirámides de Sahura y Nyuserra, lo que indica el alto rango que se le reconoció. Descubierta en 1893, e investigada en 1962, es una de las más grandes y mejor acabadas de su clase, con una compleja distribución de salas destinadas a su culto funerario y al de su esposa, enterrada junto a él. 
Incluye un gran patio con 20 pilares y varias cámaras decoradas con bajorrelieves, y al fondo se encuentran dos fosas naviformes, algo inusual en una tumba privada. La cámara funeraria conserva el sarcófago.